# Scania-Vabis 314

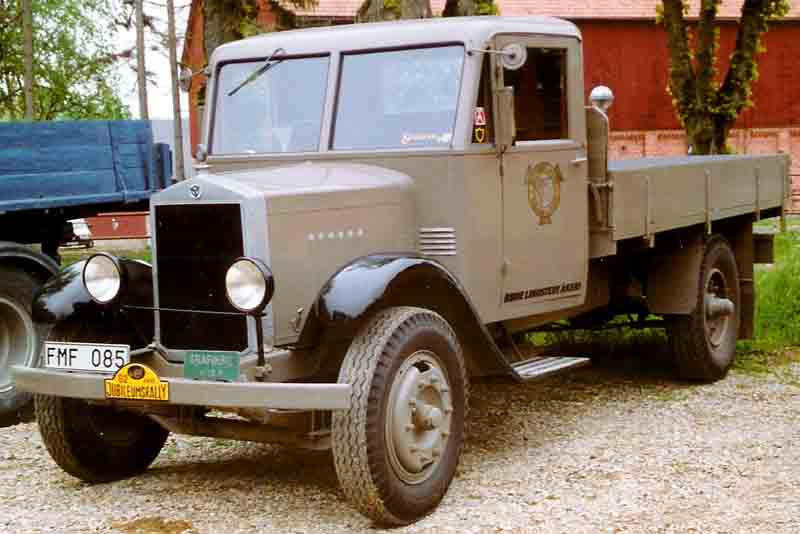
Scania-Vabis 325

Scania-Vabis 314/324/325 — серия средне- и крупнотоннажных грузовых автомобилей, выпускавшихся шведским автопроизводителем Scania-Vabis в 1925—1936 годах.

## История
До 1927 года автомобили Scania-Vabis производились в Мальмё (Scania) и в Сёдертелье (Vabis). Автомобили производились по заказу покупателя. Несмотря на то, что цены на автомобили выросли, в 1921 году компания была признана банкротом. После объединения заводов Scania и Vabis в 1925 году был выпущен первый автомобиль.

## Scania-Vabis 314
Модель Scania-Vabis 314 оснащена двигателем внутреннего сгорания с верхним расположением клапанов, четырёхступенчатой механической трансмиссией, приводом карданного вала, пневматическими шинами и крытой кабиной. Максимальная скорость — 40 км/ч.
Грузоподъёмность модели составляет 1,5 тонны. Производство завершилось в 1927 году.

## Scania-Vabis 325
Модель Scania-Vabis 325 производилась в 1925—1936 годах с грузоподъёмностью 2—3 тонны.

## Scania-Vabis 324
Модель Scania-Vabis 324 производилась в 1928—1934 годах.

## Двигатели
| Модель      | Годы производства | Двигатель                 | Объём    | Мощность          | Тип                                       |
| ----------- | ----------------- | ------------------------- | -------- | ----------------- | ----------------------------------------- |
| 314         | 1925—1926         | Scania-Vabis 1444: I4 ohv | 3461 см3 | 36 л. с. (27 кВт) | Бензиновый двигатель внутреннего сгорания |
| 314,324,325 | 1925—1936         | Scania-Vabis 1544: I4 ohv | 4273 см3 | 50 л. с. (37 кВт) | Бензиновый двигатель внутреннего сгорания |
| 324         | 1928—1934         | Scania-Vabis 1461: I6 ohv | 5784 см3 | 75 л. с. (56 кВт) | Бензиновый двигатель внутреннего сгорания |
| 324         | 1929—1934         | Scania-Vabis 1561: I6 ohv | 6408 см3 | 80 л. с. (60 кВт) | Бензиновый двигатель внутреннего сгорания |